# Президент ДР Конго
Президент Демократической Республики Конго (фр. Président de la République démocratique du Congo, суахили Rais wa Jamhuri ya Kidemokrasia ya Kongo, лингала Mokonzi wa Republíki ya Kongó Demokratíki) — высшее должностное лицо Демократической Республики Конго, является главой государства и главнокомандующим Вооружённых сил страны.
Должность президента в ДРК существует с 1960 года. Однако полномочия этой должности на протяжении многих лет варьировались от ограниченных полномочий в исполнительной власти с премьер-министром до полномасштабной диктатуры. В соответствии с действующей Конституцией президент является высшим лицом полупрезидентской республики. Президента охраняет Республиканская гвардия.

## Права и обязанности
Полупрезидентская система, установленная Конституцией, в значительной степени заимствована из конституции Франции. Хотя именно премьер-министр и парламент контролируют большую часть фактического законодательства страны, президент обладает значительным влиянием, как формальным, так и конституционным.
Возможно, самая большое дело президента — это его или её способность выбирать премьер-министра. Однако, поскольку только Национальное собрание имеет право распустить правительство премьер-министра, президент вынужден назначить премьер-министра, который пользуется поддержкой большинства членов этого собрания.
Когда большинство Ассамблеи придерживаются противоположных политических взглядов, это ведет к политическому противостоянию. В этом случае полномочия президента уменьшаются, поскольку значительная часть фактической власти находится у  премьер-министра и Национального собрания и не возлагается непосредственно на пост президента. Тем не менее, Конституционный Конвент заключается в том, что президент руководит внешней политикой, хотя он должен работать над этим вопросом с министром иностранных дел. Когда большинство членов Ассамблеи встает на его сторону, Президент может играть более активную роль и, по сути, руководить политикой правительства. Премьер-министр может быть заменён, если правительство теряет поддержку.

## Полномочия
Президент Демократической Республики Конго:
- Обеспечивает соблюдение Конституции и надлежащее функционирование государственных органов и учреждений, а также преемственность государства. Он гарантирует независимость, территориальную целостность и суверенитет нации, обеспечивает соблюдение международных договоров;
- Назначает премьер-министра и по рекомендации последнего, назначает и отстраняет от должности других членов правительства;
- Созывает заседания Совета Министров и председательствует на них, принимает законы и издает указы;
- Назначает губернаторов и вице-губернаторов провинций;
- Назначает, приостанавливает и снимает с должности по предложению правительства и после обсуждения Советом Министров:
  - Послов и другой дипломатический персонал;
  - Офицеров Вооруженных сил и Национальной полиции, выслушав мнение высшего совета обороны;
  - Начальника Генерального штаба, начальников штабов и командующих основными видами Вооруженных сил, выслушав мнение высшего совета обороны страны;
  - Высокопоставленных государственных служащих;
  - Лиц, ответственных за коммунальные услуги и учреждения;
  - Представителей государства (кроме аудиторов) на государственных предприятиях;
  - Судей и прокуроров по предложению Высшего Судебного Совета.
- Является главнокомандующим Вооруженными силами и председателем Высшего Совета обороны;
- Вручает государственные награды;
- Может объявить чрезвычайное или осадное положение, когда серьезные обстоятельства представляют собой реальную угрозу независимости или целостности национальной территории или когда они провоцируют нарушение надлежащего функционирования институтов;
- Может объявить войну с санкции обеих палат парламента, после обсуждения Советом Министров и после заслушивания мнения Высшего Совета обороны;
- Имеет право помилования или смягчения наказания;
- Назначает и аккредитовывает послов в иностранных государствах и международных организациях и принимает послов, аккредитованных в Демократической Республике Конго;
- Определяет национальную политику в координации с правительством и отвечает в сотрудничестве с правительством за оборону, безопасность и иностранные дела;
- Имеет очень ограниченную форму приостанавливающего вето: когда ему представлен закон, он или она может попросить пересмотреть его в парламенте, но только один раз в соответствии с законом.

## Требования
В статье 72 Конституции Конго говорится, что президент должен быть гражданином Демократической Республики Конго по рождению, и ему должно быть не менее 30 лет. Кроме того, президент должен быть свободен от любых юридических ограничений своих гражданских и политических прав.

## Преемственность
В статьях 75 и 76 Конституции говорится, что после смерти или отставки президента вакансия этой должности объявляется Конституционным судом. Председатель Сената становится временным президентом.
Независимая избирательная комиссия должна организовать выборы в период от шестидесяти до девяноста дней после официального объявления вакансии Конституционным судом.

## Резиденция

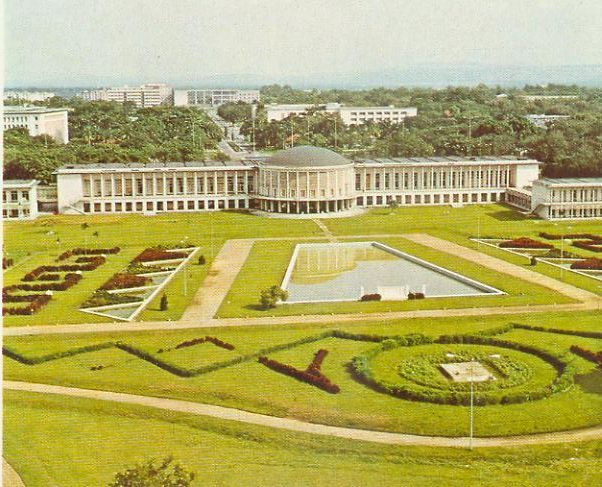
Дворец Нации, официальная резиденция президента страны

Официальной канцелярией президента является Дворец Нации в Киншасе. Другие президентские резиденции: Пале де Марбр (для приёма иностранных официальных гостей); Домейн-де-ла-Рвинди в Гоме (Северная Киву).